# Platform tennis
Il platform tennis è uno sport simile a padel e pop tennis: è l'unico gioco atletico praticato con racchetta su un campo all'aperto anche con clima turbolento.

## Storia
Nel 1928 James Cogswell e Fessenden Blanchard, entrambi di New York, concepirono un gioco che si potesse praticare al coperto e in uno spazio ridotto quindi chiamarono "platform tennis" tale gioco. Inizialmente il campo di gioco, circondato da pareti o muri dove far rimbalzare la palla, aveva il suolo in legno ma poi la struttura del campo fu modificata. Nel 1978 erano circa 400 000 i praticanti di platform tennis in USA, nazione nella quale attualmente sono presenti 4 000 campi dove praticare quest'attività atletica.

## Regolamento
Dal 1970 in poi, il suolo del campo di gioco, che è la quarta parte della dimensione di un campo da tennis essendo 44 piedi in lunghezza e 20 in larghezza ossia 13,41x6,09 metri, ha sempre la copertura costituita da una lega in alluminio;
le pareti sono prevalentemente in materiale di plastica trasparente e infrangibile per sostenere i rimbalzi delle palle colpite dalle racchette a piatto solido. Il battitore deve effettuare la battuta una sola volta lanciando la palla in alto sulla propria testa e colpendola a volo quindi poi, se la palla tocca la rete centrale, resta comunque validamente in gioco. La forma di competizione dei professionisti è in doppio ossia i giocatori disputano partite in 2 contro 2. Le altre regole sono uguali o simili a quelle del tennis.